# Harry Baer
Harry Baer, pseudonimo di Harry Zöttl (Biberach an der Riß, 27 settembre 1947), è un attore tedesco, noto per i film girati con il regista Rainer Werner Fassbinder.

## Filmografia parziale
- Perché il signor R. è colto da follia improvvisa?, regia di Rainer Werner Fassbinder (1970)
- Whity, regia di Rainer Werner Fassbinder (1971)
- Ludwig - requiem per un re vergine, regia di Hans-Jürgen Syberberg (1972)
- I padroni della città, regia di Fernando Di Leo (1976)
- Auf Biegen oder Brechen, regia di Hartmut Bitomsky (1976)
- La terza generazione, regia di Rainer Werner Fassbinder (1979)
- L'ingorgo, regia di Luigi Comencini (1979)